# Bitva u Arrasu (1915)
Bitva u Arrasu byla bitva svedená v rámci tzv. druhé bitvy u Artois v květnu až červenci 1915, v oblasti Artois na severu Francie na západní frontě první světové války. Šest francouzských armádních sborů doplněných britskými jednotkami v ní zaútočilo na síly Německé císařské armády. Při útoku 9. května 1915 zaútočila Legie Bayonne, složená především z polských a českých dobrovolníků (rota Nazdar), na kótu 140 poblíž Vimy, ležící 10 kilometrů severně od Arrasu. Ačkoli byl bojový ukol splněn, jednotka utrpěla katastrofální ztráty a její vítězství se záhy stalo strategicky nevýznamným.

## Polští a čeští dobrovolníci ve Francii
V srpnu 1914 se po vypuknutí první světové války mnoho Poláků žijících ve Francii připojilo k polským pobočkám organizovaným Výborem polských dobrovolníků. Dne 21. srpna 1914 francouzské úřady povolily vytvoření dvou polských jednotek, posléze pak i české roty, v rámci cizinecké legie. Část dobrovolníků byla poslána do Bayonne, kde byla vytvořena rota asi 180 vojáků a kde začali s výcvikem (obyčejně se jim říkalo Bayonnians nebo Legie Bayonne). Vytvořili 1. (česká rota Nazdar) a 2. (polská) rotu 1. pluku cizinecké legie patřící k marocké divizi. Důstojníci-velitelé v rotě byli Francouzi, Poláci a Češi vykonávali nižší funkce. Prvním českým důstojníkem jednotky se pak v říjnu 1914 stal Václav Dostal.Druhá část dobrovolníků směřovala do města Rueil, kde vytvořili druhou společnost (Rueilians). 22. října 1914 byli Bayonnští (1. a 2. rota praporu „C“ 2. pochodového pluku 1. zahraničního pluku) posláni na frontu do Champagne, kde zaujali pozice u Sillery. V potyčkách podstoupili bojový křest a polské roty zaznamenaly též prvního padlého v osobě praporčíka Władysława Szujského. Do dubna 1915 držela Legie Bayonne pozice na řece Aisne.
Koncem dubna 1915 byla jednotka přemístěna do oblasti města Mont St. Éloi, kde zaujala pozice poblíž lesa Berthonval.

## Bitva
Se začátkem spojenecké ofenzívy odtud 9. května zahájili ofenzívu na kopec 140 v pohoří Vimy, silně opevněné německé postavení severně od Arrasu, na němž se podílelo především několik set polských a asi 250 československých vojáků roty Nazdar. Po dosažení německé sítě zákopů přezdívané Ouvrages Blancs („Bílé dílo“ – podle barvy vykopané křídové horniny) postupovala jednotka dále ke kótě 140, přičemž se dostala pod těžkou palbu kulometů skrytých v blízké vesnici Neuville-Saint-Vaast. Pravé křídlo vojáků kryly před palbou z kulometů dvě podpůrné kulometné čety četaře Chapellea a poručíka Dostala. Strhla se urputná bitva s těžkými ztrátami na obou stranách. Dostal byl zabit zásahem do hrudi, když v rozporu s předpisy pokračoval v boji a sám vedl kulometnou palbu. Rota Nazdar kótu 140 skutečně dobyla, přičemž utrpěla těžké ztráty 42 padlých a 90 raněných, čímž prakticky zanikla. Z polských rot zůstalo naživu asi 50 vojáků. Řada důstojníků zemřela, včetně velitele polské roty kapitána Osmonta d'Amillyho, zástupce velitele Lucjana Malcze a Václava Dostala. Mezi padlými Čechy byli též praporečník roty Karel Bezdíček či náčelník pařížského Sokola Josef Pultr.
Kótu se vinou nedostatečného přísunu posil však v dalších dnech udržet nepodařilo.

## Po bitvě
Hrdinství jednotky a jmenovitě Václava Dostala bylo zmíněno v armádním rozkaze francouzské armády. Jeho jméno je navíc navěky zapsáno na čestném seznamu cizinecké legie. Většina padlých byla pohřbena na válečném hřbitově La Targette u Neuville-Saint-Vaast.
V důsledku ztrát byly zbytky roty staženy do druhé linie do zadní části fronty v oblasti Notre-Dame de Lorette. Tam 16. června v Souchez zahynuli další vojáci, včetně polského poručíka Jana Rotwanda, v důsledku čehož byla Legie Bayonne i se svými rotami v létě 1915 rozpuštěna a její zbylí členové zařazeni do jiných jednotek. Část z nich narukovala do francouzské armády, část odešla do Ruska, kde byla začleněna do polských či československých jednotek. Drtivá většina byla pak soustředěna v později vytvořených samostatných národních jednotkách: polské Modré armádě organizované od roku 1917 a samostatných čs. jednotek vytvořených roku 1918.
V oblasti Arrasu během první světové války bylo od podzimu 1914 do podzimu 1918 provedeno šest ofenzív: 2 německé (1. až 13. října 1914 a 7. dubna 1918), 4 francouzsko-britské (květen 1915, červenec 1915, září 15 až 13. října 1915, 9. dubna až 20. května 1915, srpen 1918 a září 1918). Kóta 140 u Vimy byla dobyta až mezi 9. a 12. dubnem 1917 čtyřmi kanadskými divizemi podporovanými jednou britskou divizí. To bylo připomenuto mramorovým pomníkem financovaným kanadskou vládou vedle místa bitvy.

## Památky bitvy
Hrdinství vojáků Bajończyků dokumentuje prapor roty s 34 stopami střel zaznamenanými v Champagne, uchovávaný v Polském armádním muzeu ve Varšavě .
Boje u Arrasu byly v Polsku připomenuty na deskách Hrobu neznámého vojína ve Varšavě, s nápisem na jedné z desek, za druhé polské republiky a po roce 1990 „ARRAS 9. května 1915“.